# Rat der Zehn
Der Rat der Zehn (ital. Consiglio dei Dieci) war seit seiner Gründung im Jahr 1310 eines der wichtigsten Gremien im Justiz- und Herrschaftssystem der Republik Venedig. Gegründet als außerordentlicher Gerichtshof, wurde der Rat der Zehn bald eine ständige Einrichtung als höchstes Gericht und oberste Polizeibehörde, die für Ermittlungen politischer Natur zuständig war. Im Laufe des 15. Jahrhunderts konnte sich der Rat der Zehn immer mehr Kompetenzen aneignen, so dass er zu einer Art Superministerium wurde, in dem sich die politische Macht der Republik konzentrierte. Ende des 16. Jahrhunderts begann der Große Rat, dem Gremium Befugnisse wieder zu entziehen, um es auf seine ursprüngliche Funktion als Gerichts- und Polizeibehörde einzuschränken.

## Gründung
Nach der fehlgeschlagenen Verschwörung des Baiamonte Tiepolo wurde in Venedig am 10. Juli 1310 ein außerordentlicher Gerichtshof gegründet, der die weit verzweigten Beziehungsgeflechte der Verschwörer aufdecken und diese aburteilen sollte.
Zunächst sollte das Bestehen dieser provisorischen Institution alle zwei Monate verlängert werden, dann beschloss die Regierung dieses Intervall auf fünf Jahre auszudehnen. Am 20. Juli 1335 wurde es schließlich zu einer ständigen Einrichtung erhoben.

## Mitglieder
Das Gremium bestand aus zehn ordentlichen Mitgliedern, die vom Großen Rat (Maggior Consiglio) aus dem Senat (anfangs Consiglio dei Rogati oder Pregati, später Senato) gewählt wurden. Erst nach Ablauf eines Jahres durfte ein Mitglied wiedergewählt werden (Contumacia). Abgesehen von den zehn Räten, waren auch der Doge, der den Vorsitz bei den Sitzungen führte, und der Kleine Rat, der aus den sechs engsten Beratern des Dogen bestand, stimmberechtigte Mitglieder. Damit die Beschlüsse des Rates der Zehn ordnungsgemäß gefällt werden konnten, war ein Avogado di comun anwesend. Er war eine Art Staatsanwalt, der jedoch kein Stimmrecht besaß und nur über die äußere Form der Entscheidungen zu wachen hatte – gegebenenfalls auch gegen die Zehn.
Während des Prozesses gegen den Dogen Marino Falier im Jahr 1355 wurde das Gremium um eine sogenannte Zonta, eine Erweiterung oder Ergänzung, vergrößert (in diesem Fall 20 Männer). Deren Mitglieder wurden zunächst vom Rat der Zehn selbst bestimmt, später vom Großen Rat gewählt. Die Zonta hatte anfänglich nur beratende Funktion und erhielt erst im Laufe der Zeit das volle Stimmrecht.
Monatlich wählte der Zehnerrat drei Häupter (Capi), die für die Geschäftsführung verantwortlich waren. Darüber hinaus wurden ab 1313 fallweise Staatsinquisitoren ernannt. Sie waren für die Aufrechterhaltung der öffentlichen Sicherheit und für Ermittlungen im Zusammenhang mit politischen Delikten zuständig, wurden ab 1539 zu einer dauerhaften und in ihren Kompetenzen immer mehr erweiterten Einrichtung.

## Aufgaben und Amtsführung
Anfänglich war der Rat der Zehn der oberste Gerichtshof und (später) Hauptbehörde der Staatspolizei. Er hatte über den Staatsschutz und die Einhaltung der öffentlichen Ordnung zu wachen, Verschwörungen und Spionagefälle aufzudecken, und er war für die Aburteilung in Fällen des Hochverrats zuständig. War der Rat in seiner Anfangszeit eine häufig tagende Gruppe wechselnder Mitglieder der mächtigsten Familien – ausgestattet mit umfassenden Verfolgungsrechten, die auch Folter, Attentat, Geheimkassen einschlossen, mit angeschlossenem Gerichtshof und eingegliedertem Ordnungsamt –, kam im Laufe der Zeit eine Fülle weiterer Kompetenzen hinzu. So kontrollierte er seit dem 15. Jahrhundert die Kanzlei des Dogen, wurde zur Oberbehörde der Streitkräfte (Kriegsministerium), war für die Verfolgung von Verstößen gegen das Duellierverbot zuständig und wurde zur Oberbehörde von Forst- und Montangewerbe. Hinzu kam die Oberaufsicht über die Glasbläsereien auf Murano, die öffentlichen Schauspiele, die Prostituierten und die Almosensammlungen.
Bald beschränkte sich die Macht dieses Rates nicht nur auf innere Staatsangelegenheiten, sondern erstreckte sich auch auf die Außenpolitik. So korrespondierte das Gremium, manchmal ohne das Wissen der eigentlichen Regierung, mit den Festlandsrektoren, sowie mit Gesandten und ausländischen Botschaftern. Ende des 15. Jahrhunderts zog der Rat sogar alle Angelegenheiten der Finanzpolitik an sich und entwickelte sich zu einer Art Superministerium mit höchster Kompetenz in allen Regierungsangelegenheiten.
Bei einer derartigen Machtansammlung machte sich langsam Unmut in breiten Reihen der Patrizier bemerkbar. Im Jahre 1529 reduzierte der Rat der Zehn die ursprünglich zwanzigköpfige Zonta auf 15 und zog sich damit noch mehr Widerstand seitens wichtiger Familien zu, da der Einfluss des Zehnerrates durch diese Verkleinerung bei noch weniger Personen lag.
Um der Machtanhäufung des Gremiums entgegenzuwirken, weigerte sich der Große Rat 1582 die Zonta zu wählen. Der Druck wurde immer größer. Man verlangte, dass der Rat der Zehn Kompetenzen abzugeben hätte und der Zehnerrat lenkte schließlich ein. Die erste Maßnahme, den Einfluss des Rates einzudämmen, bestand darin, die Inquisitori di Stato in eine selbstständig arbeitende Behörde umzuwandeln, die dem Senat unterstellt wurde. Bald darauf entzog die Regierung dem Zehnerrat die Oberaufsicht über die Zecca (Münze) und das Finanzwesen (vgl. Wirtschaftsgeschichte der Republik Venedig).
Der Kompetenzentzug war erst im 17. Jahrhundert abgeschlossen, und 1644 war der Rat der Zehn wieder die Instanz, die er eigentlich ursprünglich hatte sein sollen: ein oberster Gerichtshof für die Aburteilung von Staatsdelikten.

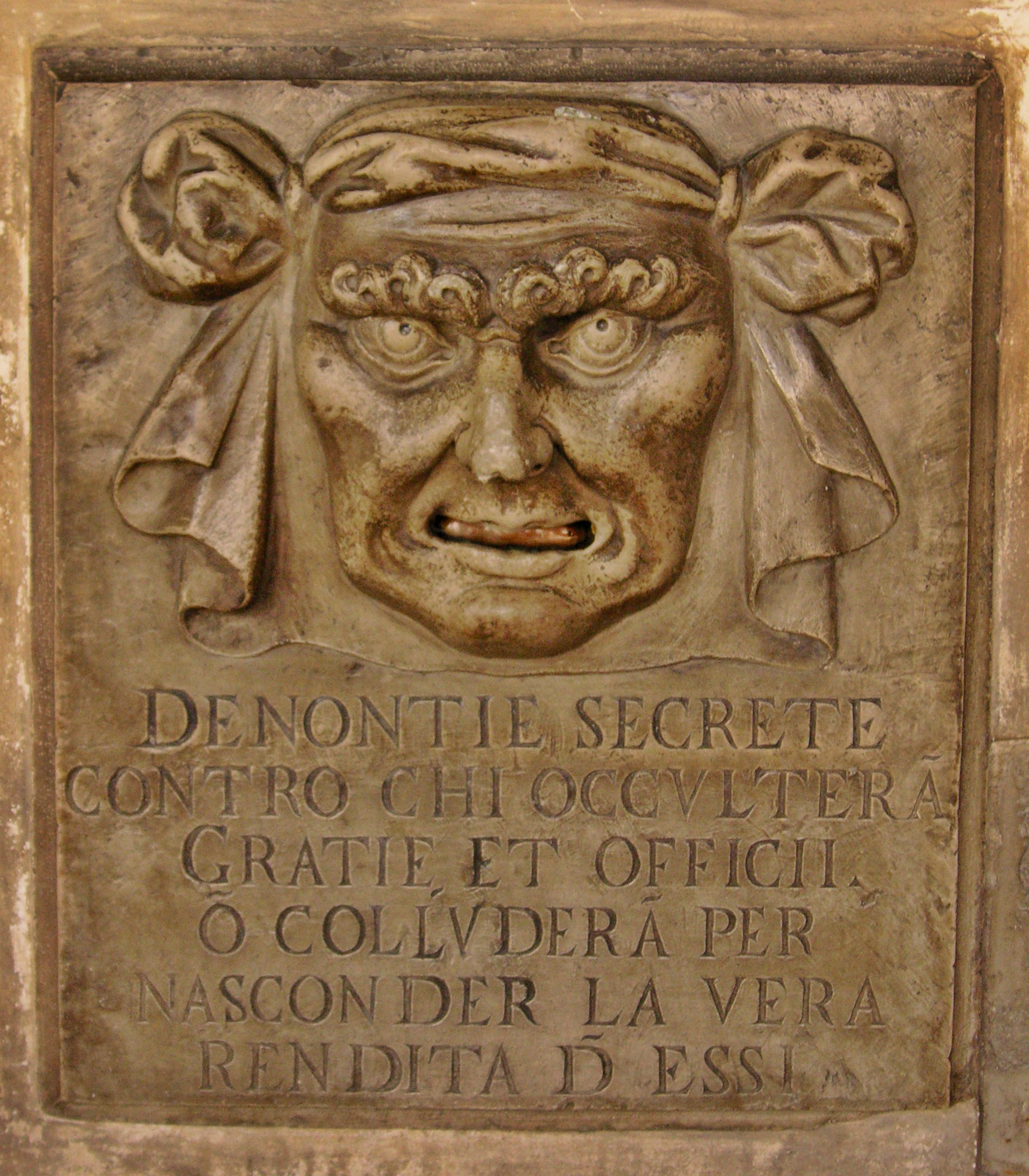
„Briefkasten“ für anonyme Anzeigen: Bocca di Leone am Dogenpalast

Mit verdeckten Ermittlungen, Bespitzelungen und einem noch heute in Venedig sichtbaren „Denunziantenbriefkasten“ am Dogenpalast, der allerdings nicht – wie die Inschrift zeigt – für den Rat der Zehn bestimmt war, sorgte der Rat der Zehn für ein strenges innerstaatliches Regime. Es wurden aber in der wissenschaftlichen Literatur immer wieder Zweifel geäußert dahingehend, dass Klagen über das Terrorregime des Rates der Zehn von interessierter Seite übertrieben sind. Der Rat der Zehn wurde zum Inbegriff staatlicher Kontrolle, was ein venezianisches Sprichwort deutlich zum Ausdruck bringt: „Was drei Venezianer wissen, weiß der Rat der Zehn!“.
Trotzdem gelang es dem Rat nicht immer, die Einhaltung erlassener Vorschriften durchzusetzen. Zum Beispiel verbot 1339 die Behörde dem Adel das Tragen von Masken (auch in der Karnevalszeit). Wie wenig das Verbot beachtet wurde, zeigt sich darin, dass der Rat der Zehn es 1458, 1461, 1502, 1504, 1606 und 1608 wiederholen musste.

## Belege
1. ↑  Philip Longworth: Aufstieg und Fall der Republik Venedig. Lübbe, Bergisch Gladbach 1978, ISBN 3-404-00854-5, S. 278.
2. ↑  Oliver Thomas Domzalski: Politische Karrieren und Machtverteilung im venezianischen Adel (1646–1797). Sigmaringen 1996, S. 64, siehe auch ebd. S. 17; Karl Hopf: Venedig, der Rath der Zehn und die Staatsinquisition. In: Friedrich von Raumer (Hg.): Historisches Taschenbuch. 6. Jg., 4. Folge, Leipzig 1865; Frederic C. Lane: Seerepublik Venedig. München 1980, S. 648; Johann Philipp Siebenkees: Versuch einer Geschichte der Venetianischen Staatsinquisition. Nürnberg 1791.